# Catherine Suire
Catherine Suire (Antananarivo (Madagaskar), 15 september 1959) is een voormalig tennisspeelster uit Frankrijk. Suire speelt rechtshandig en heeft een enkelhandige backhand. Zij was actief in het proftennis van 1983 tot en met 1994. In 1987 was zij nationaal kampioene van Frankrijk in het enkelspel.

## Loopbaan

### Enkelspel
Suire speelde in november 1979 op een toernooi in Grenoble – zij versloeg onder meer Corinne Vanier en Gail Lovera, en bereikte de finale. Zij debuteerde in 1980 op het toernooi van Toulouse. Zij speelde in 1981 op het British Hard Court Championship – zij bereikte er de kwartfinale, waarin zij werd uitgeschakeld door de latere winnares, Jo Durie. Zij nam in 1982 deel aan het kwalificatietoernooi voor Roland Garros, maar stootte toen nog niet door tot het hoofdtoernooi. Zij speelde in 1983 op het ITF-toernooi van Chicago (VS) – zij won onder meer van de als achtste geplaatste Annabel Croft en bereikte de kwartfinale. De maand erna speelde zij voor het eerst op een WTA-hoofdtoernooi, op het toernooi van New Jersey in Ridgewood. Zij bereikte er de tweede ronde. Later dat jaar nam zij deel aan het US Open, waar zij de derde ronde bereikte. Zij stond in 1986 eenmalig in een WTA-finale, op het toernooi van Pennsylvania – zij verloor van de Australische Janine Tremelling. In 1988 vertegenwoordigde zij Frankrijk op de Olympische Spelen van Seoel – zij bereikte er de derde ronde, waarin zij ten prooi viel aan Steffi Graf, die uiteindelijk de gouden medaille zou winnen.
Haar beste resultaat op de grandslamtoernooien is het bereiken van de derde ronde. Haar hoogste notering op de WTA-ranglijst is de 52e plaats, die zij bereikte in mei 1984.

### Dubbelspel
Suire behaalde in het dubbelspel betere resultaten dan in het enkelspel. Zij debuteerde in 1983 op het WTA-toernooi van Nashville, samen met de Chileense Germaine Ohaco. Zij bereikten er de tweede ronde. Zij stond in 1985 voor het eerst in een WTA-finale, op het toernooi van Brighton, samen met de Amerikaanse Lori McNeil – hier veroverde zij haar eerste titel, door het koppel Barbara Potter en Helena Suková te verslaan. In totaal won zij acht WTA-titels, de laatste in 1993 in Pattaya, samen met de Amerikaanse Cammy MacGregor. In de periode 1989–1992 won Suire bovendien vier titels op Franse ITF-toernooien.
Haar beste resultaat op de grandslamtoernooien is het bereiken van de kwartfinale. Haar hoogste notering op de WTA-ranglijst is de 13e plaats, die zij bereikte in juli 1988.

#### Gemengd dubbelspel
Haar beste resultaat in deze discipline is het bereiken van de kwartfinale, op Roland Garros 1990, samen met landgenoot Olivier Delaître.

### Tennis in teamverband
In de periode 1983–1988 maakte Suire deel uit van het Franse Fed Cup-team – zij behaalde daar een winst/verlies-balans van 5–4. In 1984 bereikten zij de kwartfinale van de Wereldgroep, door de teams van Nederland van Denemarken te verslaan.

## Palmares
| Legenda                |
| ---------------------- |
| Grandslamtoernooi      |
| Olympische Spelen      |
| Year-End Championships |
| Tier I                 |
| Tier II                |
| Tier III               |
| Tier IV & V            |

### WTA-finaleplaatsen enkelspel
| nr.              | finale     | toernooi    | ondergrond | tegenstandster    | score    |
| ---------------- | ---------- | ----------- | ---------- | ----------------- | -------- |
| gewonnen finales |            |             |            |                   |          |
| geen             |            |             |            |                   |          |
| verloren finales |            |             |            |                   |          |
| 1.               | 1986-03-09 | WTA Hershey | tapijt (i) | Janine Tremelling | 1-6, 4-6 |

### WTA-finaleplaatsen vrouwendubbelspel
| nr.              | finale     | toernooi        | ondergrond    | partner             | tegenstandsters                          | score         |
| ---------------- | ---------- | --------------- | ------------- | ------------------- | ---------------------------------------- | ------------- |
| gewonnen finales |            |                 |               |                     |                                          |               |
| 1.               | 1985-10-27 | WTA Brighton    | tapijt (i)    | Lori McNeil         | Barbara Potter Helena Suková             | 4-6, 7-6, 6-4 |
| 2.               | 1987-05-24 | WTA Straatsburg | gravel        | Jana Novotná        | Kathleen Horvath Marcella Mesker         | 6-0, 6-2      |
| 3.               | 1987-08-09 | WTA San Diego   | hardcourt     | Jana Novotná        | Elise Burgin Sharon Walsh-Pete           | 6-3, 6-4      |
| 4.               | 1988-02-28 | WTA Oklahoma    | tapijt (i)    | Jana Novotná        | Catarina Lindqvist Tine Scheuer-Larsen   | 6-4, 6-4      |
| 5.               | 1988-05-08 | WTA Rome        | gravel        | Jana Novotná        | Jenny Byrne Janine Tremelling            | 6-3, 4-6, 7-5 |
| 6.               | 1988-07-17 | WTA Nice        | gravel        | Catherine Tanvier   | Isabelle Demongeot Nathalie Tauziat      | 6-4, 4-6, 6-2 |
| 7.               | 1992-02-23 | WTA Cesena      | tapijt (i)    | Catherine Tanvier   | Sabine Appelmans Raffaella Reggi-Concato | walk-over     |
| 8.               | 1993-04-18 | WTA Pattaya     | hardcourt     | Cammy MacGregor     | Patty Fendick Meredith McGrath           | 6-3, 7-6      |
| verloren finales |            |                 |               |                     |                                          |               |
| 1.               | 1986-03-02 | WTA Oklahoma    | tapijt (i)    | Lori McNeil         | Marcella Mesker Pascale Paradis          | 6-2, 6-7, 1-6 |
| 2.               | 1987-11-01 | WTA Zürich      | tapijt (i)    | Jana Novotná        | Nathalie Herreman Pascale Paradis        | 3-6, 6-2, 3-6 |
| 3.               | 1988-03-06 | WTA Wichita     | hardcourt (i) | Jana Novotná        | Natalja Bykova Svetlana Parchomenko      | 3-6, 4-6      |
| 4.               | 1989-09-24 | WTA Parijs      | gravel        | Nathalie Herreman   | Sandra Cecchini Patricia Tarabini        | 1-6, 1-6      |
| 5.               | 1989-10-15 | WTA Moskou      | tapijt (i)    | Nathalie Herreman   | Larisa Savtsjenko Natallja Zverava       | 3-6, 4-6      |
| 6.               | 1990-04-28 | WTA Singapore   | hardcourt     | Pascale Paradis     | Jo Durie Jill Hetherington               | 4-6, 1-6      |
| 7.               | 1990-10-14 | WTA Zürich      | tapijt (i)    | Dianne Van Rensburg | Manon Bollegraf Eva Pfaff                | 5-7, 4-6      |
| 8.               | 1993-02-21 | WTA Parijs      | tapijt (i)    | Jo Durie            | Jana Novotná Andrea Strnadová            | 6-7, 2-6      |

### Gewonnen ITF-toernooien dubbelspel
| nr. | finale     | toernooi   | dotatie | ondergrond | partner            | tegenstandsters in finale        | score         |
| --- | ---------- | ---------- | ------- | ---------- | ------------------ | -------------------------------- | ------------- |
| 1.  | 1989-12-10 | Le Havre   | $10.000 | gravel     | Nathalie Herreman  | Stefanie Rehmke Mirijam Schweda  | 6-2, 6-0      |
| 2.  | 1991-04-07 | Moulins    | $25.000 | tapijt (i) | Sandrine Testud    | Ingelise Driehuis Louise Pleming | 6-3, 6-4      |
| 3.  | 1991-12-15 | Val-d'Oise | $50.000 | hardcourt  | Eva Pfaff          | Pascale Paradis Sandrine Testud  | 4-6, 6-3, 6-4 |
| 4.  | 1992-12-13 | Val-d'Oise | $50.000 | hardcourt  | Isabelle Demongeot | Sabine Appelmans Julie Halard    | 7-5, 6-4      |

## Resultaten grandslamtoernooien
| Legenda | Legenda                          |
| ------- | -------------------------------- |
| g.t.    | geen toernooi gehouden           |
| l.c.    | lagere categorie                 |
| –       | niet deelgenomen                 |
| G       | uitgeschakeld in de groepsfase   |
| 1R      | uitgeschakeld in de eerste ronde |
| 2R      | uitgeschakeld in de tweede ronde |
| 3R      | uitgeschakeld in de derde ronde  |
| 4R      | uitgeschakeld in de vierde ronde |
| KF      | uitgeschakeld in de kwartfinale  |
| HF      | uitgeschakeld in de halve finale |
| F       | de finale verloren               |
| W       | het toernooi gewonnen            |
| w-v     | winst/verlies-balans             |

### Enkelspel
| toernooi        | 1983 | 1984 | 1985 | 1986 | 1987 | 1988 | 1989 | 1990 | 1991 | 1992 |
| --------------- | ---- | ---- | ---- | ---- | ---- | ---- | ---- | ---- | ---- | ---- |
| Australian Open | 2R   | –    | 1R   | g.t. | –    | 2R   | –    | 1R   | –    | –    |
| Roland Garros   | 1R   | 1R   | 2R   | 2R   | 2R   | 1R   | 1R   | 1R   | 2R   | 1R   |
| Wimbledon       | 2R   | 1R   | 1R   | 2R   | 1R   | 1R   | 2R   | –    | 2R   | 1R   |
| US Open         | 3R   | 1R   | 1R   | 1R   | –    | 2R   | –    | –    | 1R   | –    |

### Vrouwendubbelspel
| toernooi        | 1983 | 1984 | 1985 | 1986 | 1987 | 1988 | 1989 | 1990 | 1991 | 1992 | 1993 | 1994 |
| --------------- | ---- | ---- | ---- | ---- | ---- | ---- | ---- | ---- | ---- | ---- | ---- | ---- |
| Australian Open | 1R   | 2R   | 1R   | g.t. | –    | 3R   | –    | 1R   | –    | –    | –    | –    |
| Roland Garros   | 3R   | 2R   | 3R   | 1R   | 3R   | KF   | KF   | 2R   | 1R   | 2R   | 2R   | 1R   |
| Wimbledon       | –    | 1R   | 2R   | 1R   | 2R   | 3R   | 1R   | 2R   | 2R   | 1R   | –    | –    |
| US Open         | 2R   | 1R   | 1R   | 3R   | 3R   | 3R   | 3R   | 1R   | 1R   | 1R   | 1R   | –    |

### Gemengd dubbelspel
| toernooi        | 1983 | 1984 | 1985 | 1986 | 1987 | 1988 | 1989 | 1990 | 1991 | 1992 | 1993 |
| --------------- | ---- | ---- | ---- | ---- | ---- | ---- | ---- | ---- | ---- | ---- | ---- |
| Australian Open | –    | –    | –    | g.t. | –    | –    | –    | –    | –    | –    | –    |
| Roland Garros   | 1R   | 3R   | 2R   | 3R   | 1R   | 2R   | 2R   | KF   | 1R   | 2R   | 1R   |
| Wimbledon       | –    | –    | –    | 1R   | 1R   | 1R   | 2R   | –    | 2R   | 1R   | 2R   |
| US Open         | –    | –    | –    | 2R   | 2R   | 1R   | –    | –    | –    | –    | –    |